# Рототом
Рототом — ударний музичний інструмент, мембрана на металевому обручі. На відміну від інших барабанів, у них є певна висота звуку, тому деякі композитори використовують їх як мелодичний інструмент. Можуть бути використані для розширення ударної установки.
Рототоми уперше були представлені на шоу Namm Show компанією Remo.
Грають на інструменті звичайними барабанними паличками. Їх легко налаштувати рухами обруча: його обертання змінює натяг мембрани та висоту звуку.